# Cơ quan (sinh học)

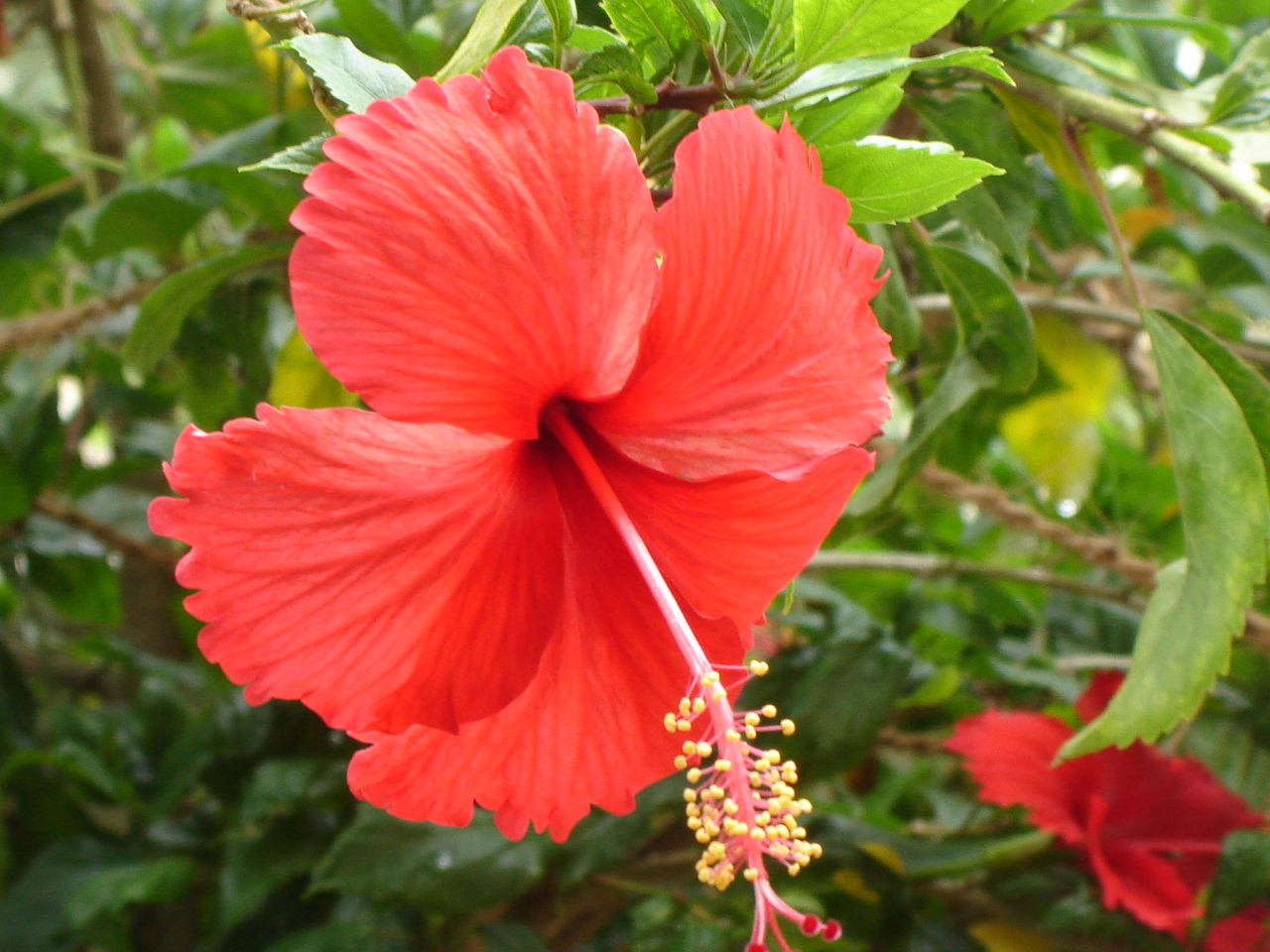
Hoa là cơ quan sinh sản ở nhiều loài thực vật.

Trong sinh học, cơ quan là tập hợp các mô cùng thực hiện một chức năng chung. Tập hợp các cơ quan theo một hệ thống được gọi là hệ cơ quan. Ở thực vật, các cơ quan chính là rễ, thân, lá, cơ quan sinh sản. Ở động vật, có các hệ tiêu hóa, hệ hô hấp, hệ sinh sản... Đối với các động vật đơn bào, các phần thực hiện một chức năng nhất định được gọi là bào quan.